# ليام هاتش
ليام هاتش (بالإنجليزية: Liam Hatch)‏ هو لاعب كرة قدم بريطاني، ولد في 3 أبريل 1982 في هيتشن في المملكة المتحدة. شارك مع منتخب إنجلترا لكرة القدم C ‏. أما مع النوادي، فقد لعب مع إبسفليت يونايتد ودارلينجتون إف سى ونادي بارنت ونادي بيتربورو يونايتد ونادي لوتون تاون.

## وصلات خارجية
- ليام هاتش على موقع قاعدة بيانات كرة القدم.إي يو (الإنجليزية)
- ليام هاتش على موقع Soccerbase.com (لاعب) (الإنجليزية)